# Silvio Branco
Silvio Branco dit « Il Barbaro » (Civitavecchia, Latium, 26 août 1966) est un boxeur professionnel italien.

## Biographie
Champion du monde poids mi-lourds WBA régulier après sa victoire contre Mehdi Sahnoune le 10 octobre 2003, il perd ce titre dès le combat suivant le 20 mars 2004, au Palais des sports de Gerland de Lyon face à Fabrice Tiozzo. En 2006, Branco remporte le titre WBA par intérim après sa victoire face à Manny Siaca puis s'incline contre le croate Stipe Drews pour le titre à part entière le 28 avril 2007.
Il obtient une autre chance mondiale en affrontant le champion WBC des poids mi-lourds Jean Pascal mais s'incline par jet de l'éponge à la 10e reprise le 25 septembre 2009,.

## Palmarès
- Titres dans la catégorie des poids moyens : champion d'Italie ; champion WBC International, IBF Intercontinental ; champion WBU
- Titres dans la catégorie des poids super-moyens : champion WBU
- Titres dans la catégorie des mi-lourds : champion WBA & IBF Intercontinental, champion WBA par intérim